# 红专路
红专路是一条位于河南省郑州市金水区的道路，东起郑东新区龙湖外环南路，西至丰乐路，中间胜岗村到经七路一段在建。

## 历史
1954年，河南省会从开封迁到郑州，郑州市东北部被规划为省级机关行政区。1958年，中国科学院河南分院（现河南省科学院）与河南分院化学研究所选址胜岗村东与花园路交叉口路北。20世纪60年代，为配合当时科研人员走“又红又专”道路的政治形势，将东起花园路，围绕省科学院、化学研究所，西至劳卫路形成的一段土路命名为红专路。之后，该路又分段延伸，并改建为柏油路面。
2014年12月1日，红专路下穿中州大道隧道通车，使红专路东端连接郑东新区的龙湖外环南路，该路成为一条连接郑州老城区与郑东新区的主要道路。